# Rocky II
Rocky II (auch bekannt als Rocky II – Die Revanche) ist ein US-amerikanischer Boxerfilm aus dem Jahre 1979 und die Fortsetzung von Rocky (1976), durch den der Hauptdarsteller Sylvester Stallone alias „Rocky Balboa“ international bekannt wurde. Stallone schrieb erneut das Drehbuch und führte diesmal auch Regie.

## Handlung
Rocky II schließt thematisch unmittelbar an den ersten Teil an. Obwohl Apollo Creed und Rocky unmittelbar nach Ende des Kampfes unisono sagten, dass sie keine Revanche haben wollen, ändert zumindest Creed seine Meinung bereits im Krankenhaus und teilt dies auch den Pressevertretern mit. Rocky sei nur durch Glück über die Runden gekommen. Hingegen möchte Rocky zunächst keinen Rückkampf bestreiten, was seiner Lebensgefährtin Adrian sichtlich gefällt.
Rocky macht Adrian nach seiner Krankenhausentlassung im Zoo einen Heiratsantrag, die beiden heiraten, Adrian wird schwanger und das frische Ehepaar kauft sich ein Haus. Rocky erhält sogar Angebote, in Werbefilmen mitzuspielen, doch hierbei stellt sich heraus, dass er kaum lesen kann, und die Aufnahmen geraten zur Farce. Er versucht daraufhin, das Lesen besser zu erlernen, und möchte einen Job im Büro finden, was indes auf Grund seiner geringen schulischen Bildung nicht funktioniert. Sein Schwager Paulie vermittelt ihm einen Job im Schlachthaus, den er später wieder verliert, da Arbeitskräfte eingespart werden müssen und er nicht lange genug dort gearbeitet hat.
Währenddessen arbeitet Creed verbissen an einem Rückkampf und schreckt auch nicht davor zurück, Rocky zu provozieren. Creed erhält Schmähbriefe aus verschiedenen Staaten, die ihm unter anderem Manipulation vorwerfen. Rocky, inzwischen arbeitslos, möchte wieder mit dem Boxen anfangen und besucht Mickey. Als Rocky seinem alten Trainer mitteilt, dass er wieder mit dem Boxen anfangen möchte, testet Mickey ihn, um ihm aufzuzeigen, dass sein rechtes Auge so sehr geschädigt ist, dass er die Schläge nicht wird kommen sehen. Rocky, sichtlich bewegt, bittet Mickey um eine Arbeit in seinem Boxverein, er möchte dort ein wenig aushelfen. Zeitgleich nimmt auch Adrian halbtags wieder ihren alten Job in der Tierhandlung auf.
Creed provoziert Rocky in einem TV-Interview und behauptet wieder, dass Rocky nur durch Glück über die Runden gekommen sei. Er unterstellt ihm, er habe Angst vor einem Rückkampf. Rocky spricht mit seiner Frau, denn er möchte unbedingt wieder in den Ring steigen. Als Mickey ihn dann besucht, wird der Rückkampf schließlich organisiert. Sein Trainer fordert Rocky auf, dass er sich komplett umstellen und Linksausleger werden müsse, um sein schlechtes Auge besser schützen zu können sowie Creed durcheinanderzubringen. Doch Adrian ist mit dem Kampf überhaupt nicht einverstanden, was Rocky sehr belastet und an einem effektiven Training hindert. Sein Trainer ist der Meinung, dass er auf diesem Weg keine Chance gegen seinen Gegner haben wird. Als seine Frau nach der Geburt im Krankenhaus wegen Überanstrengung ins Koma fällt und er sich die Schuld daran gibt, geht bei ihm überhaupt nichts mehr. Rocky will nicht mehr kämpfen und verbringt nun die Zeit statt mit Training abwechselnd am Bett seiner bewusstlosen Frau und in der Kapelle des Krankenhauses, wo er betet. Sein Trainer, der seine Entscheidung nicht gut findet, bleibt dabei die ganze Zeit über an Rockys Seite.
Adrian erwacht schließlich wieder aus dem Koma und wünscht sich von Rocky, dass er gegen Creed antritt und diesen besiegt. Nun fängt Rocky verbissen zu trainieren an und gelangt so in Topform. Am Kampftag erscheint er fast zu spät, weil er noch einen Priester aufsucht und sich Gottes Segen für den Kampf geben lässt. Trotz allem hat er dann im Ring gegen Creed anfangs jedoch keine Chance, fast jede Runde kann der Weltmeister für sich entscheiden, in Runde 3 wird Creed von Rocky schwer getroffen und Runde 8 gewinnt er, doch Creed punktet danach konstant weiter und liegt vor der letzten Runde uneinholbar in Führung. Creeds Trainer bittet ihn, auf den Infight zu verzichten, da Rocky hierin der stärkere Boxer ist. Mickey hingegen bittet Rocky, von der Linksauslage in die Rechtsauslage zu wechseln, um den Kampf zu seinen Gunsten zu beenden. In der letzten Runde will Creed den Kampf endgültig durch K. o. beenden, doch er kassiert schwere Treffer von Rocky, und dann spielt sich ein unglaubliches Drama im Ring ab: Beide Boxer sind völlig erschöpft und gehen beide zu Boden und werden angezählt. Creed schafft es nicht mehr, aufzustehen, Rocky aber steht bei der „9“ wieder auf den Beinen – und gewinnt den Kampf.
Rocky hat es geschafft: Er ist Weltmeister im Schwergewicht und hat den bis dahin ungeschlagenen Creed besiegt. Nach dem Kampf sagt Rocky noch im Ring, dass – abgesehen von der Geburt seines Sohnes – dies der bewegendste Moment in seinem Leben sei, er bedankt sich bei Creed, seinem Trainer Mickey und lobt das Publikum, danach richtet er sich an seine Frau, die ihn zuhause im Fernsehen sieht: „Yo Adrian, ich hab's geschafft!“

## Synchronisation
| Rolle                     | Schauspieler       | Sprecher           |
| ------------------------- | ------------------ | ------------------ |
| Robert „Rocky“ Balboa     | Sylvester Stallone | Jürgen Prochnow    |
| Adrianna „Adrian“ Pennino | Talia Shire        | Reha Hinzelmann    |
| Paulie Pennino            | Burt Young         | Klaus Sonnenschein |
| Mickey Goldmill           | Burgess Meredith   | Hans Hessling      |
| Apollo Creed              | Carl Weathers      | Michael Chevalier  |
| Agent Leonard             | Leonard Gaines     | Knut Reschke       |
| Gazzo                     | Joe Spinell        | Harry Wüstenhagen  |
| Vorarbeiter               | Frank McRae        | Otto Czarski       |
| Tony „Duke“ Evers         | Tony Burton        | Manfred Grote      |
| Joe Frazier               | Joe Frazier        | Edgar Ott          |
| Reporter                  | James Zaza         | Uwe Paulsen        |
| Ringsprecher              | Jeff Temkin        | Claus Jurichs      |

## Auszeichnungen
Der Film gewann im Jahr 1980 den American Movie Award und den People’s Choice Award.

## Kritiken
„[...] Aufguß des ersten Rocky-Spektakels [...] Wieder tolle Kampfszenen mit einem sehr engagierten Stallone, der Rest ist Aufsteigergeschwätz, filmisch passabel, ideologisch anspruchslos.“

„Die etwas simple, durchsichtige Dramaturgie hat nicht viel Realitätsbezug, vermittelt aber positive Gefühlswerte. Statt sorgfältiger Figurenzeichnung liefert die – nunmehr von Stallone persönlich inszenierte – ‚Rocky‘-Fortsetzung hauptsächlich Sentimentalität und Kraftmeierei.“